# Ridleyandra kelantanensis
Ridleyandra kelantanensis är en tvåhjärtbladig växtart som beskrevs av R. Kiew. Ridleyandra kelantanensis ingår i släktet Ridleyandra och familjen Gesneriaceae. Inga underarter finns listade i Catalogue of Life.